# 7,7-cm-Feldkanone 96 n. A.
Die 7,7-cm-Feldkanone 96 n. A. (n. A. = neuer Art) war eine leichte Feldkanone, die vom Deutschen Heer und den Streitkräften Rumäniens, Bulgariens und des Osmanischen Reichs im Ersten Weltkrieg eingesetzt wurde. Die Entwicklung erfolgte durch Rheinmetall und Krupp, die Fertigung überwiegend durch Rheinmetall.

## Geschichte
Die 7,7-cm-Feldkanone 96 n. A. basierte auf der 7,7-cm-Feldkanone C/96 und wurde um eine hydropneumatische Rohrrücklaufbremse, Richtsitze für die Kanoniere, einen Schubkurbelverschluss und ein Rundblickfernrohr für das indirekte Richten erweitert. In der Fertigung wurde aus Kostenersparnis das Rohr der bisherigen 7,7 cm Feldkanone 96 nach Abdrehen zur Gewichtsersparnis um 55 kg und Modifikation zur Anpassung an den Rohrrücklauf verwendet. Die Geschütze erhielten jetzt zusätzlich einen Schutzschild zum Schutz der Bedienung vor Infanteriefeuer und Granatsplittern. Vorhandene 7,7-cm-Feldkanonen wurden als 7,7-cm-Feldkanonen 96 a/A (a/A = alter Art) neu bezeichnet und im Laufe der Zeit entsprechend auf Feldkanonen 96 n/A (N/A = neue Art) umgerüstet. 5068 Stück wurden von Krupp und Rheinmetall hergestellt.
Unter der Bezeichnung „Feldartilleriegerät 96 n/A“ wurden 1908 Details zur Umrüstung, Zubehör und Ländervarianten genauer beschrieben. Zu diesem Gerät zählten unter anderem auch der Munitionswagen 96 n/A.
Das Kaliber verhinderte die Verwendung des Geschützes als Beutewaffe für gegnerische Armeen, deren Munition bei Kalibern von 7,5 cm (Frankreich) oder 7,62 cm (Russland und Großbritannien) nicht verschossen werden konnte, während umgekehrt gegnerische Feldgeschütze aufgebohrt und auf das Kaliber 7,7 cm erweitert werden konnten.

## Varianten

### Feldkanone
Die Geschütze, die bei der reitenden Artillerie eingesetzt waren, hatten aus Gründen der Gewichtsersparnis keinen Schutzschild.

### Ballonkanone/Flugabwehrkanone
Da die steigenden Anzahl und Effektivität an Flugzeugen und Luftschiffen immer mehr anstieg, wurde die 7,7-cm-Feldkanone 96 n. A. auf verschiedene Lafetten gesetzt. Man wählte diese Feldkanone, da es zum einen zu wenige Flugabwehrwaffen gab und zu anderen, weil die Feldkanone über die schnellste Mündungsgeschwindigkeit verfügte. Verschiedene Firmen bauten deshalb für diese Feldkanone zwei Sonderlafetten und verschiedene provisorische und selbstgebaute Lafetten und Schießgestelle.

#### Schnetzler-Sockel
Der Schnetzler-Sockel war ein Holzgestell mit zwei Rädern und zwei Tragarmen. Zum Aufstellen des Geschützes wurde die Konstruktion nach vorn umgelegt. Nachdem man die Naben der Lafettenräder in den Lagern der Tragarme befestigt hatte, wurde der Sockel mit einem Flaschenzug wieder hochgezogen. Die Räder des Sockels bewegten sich auf einem Radkranz, welcher mit der Sockelachse durch einen Sporn im Erdboden eingeschlagen war. Am Ende des Sockelschwanzes befand sich eine Laufrolle, welche auf einer Kreisrunden Bahn um den Drehmittelpunkt des Sockel mitlief. Weiterhin befand sich am Ende ein Sitz für den Richtkanonier, ein Aufsatz und eine Höhen- und Seitenrichtmaschine. Wird die Seitenrichtmaschine bewegt, so bewegt sich der Sockelschwanz durch die Laufrolle auf dem Radkranz um den Sporn im Erdboden. Die Höhenrichtmaschine war eine Seilwinde, wodurch der Lafettenschwanz der Feldkanone angehoben oder abgesenkt wurde. Für einen Stellungswechsel konnte der Schnetzler-Sockel auf eine spezielle Protze verlastet werden.
Der Schnetzler-Sockel wurde in der Belagerungswerkstatt Longuyon hergestellt und leistete den Truppen sehr gute Dienste. Er war zwar leicht herzustellen, jedoch nahm der Aufbau einige Zeit in Anspruch. Dementsprechend war ein Stellungswechsel recht langwierig. Die sechsrädrige Protze konnte nur auf Straßen oder hartem Boden von Pferden gezogen werden.

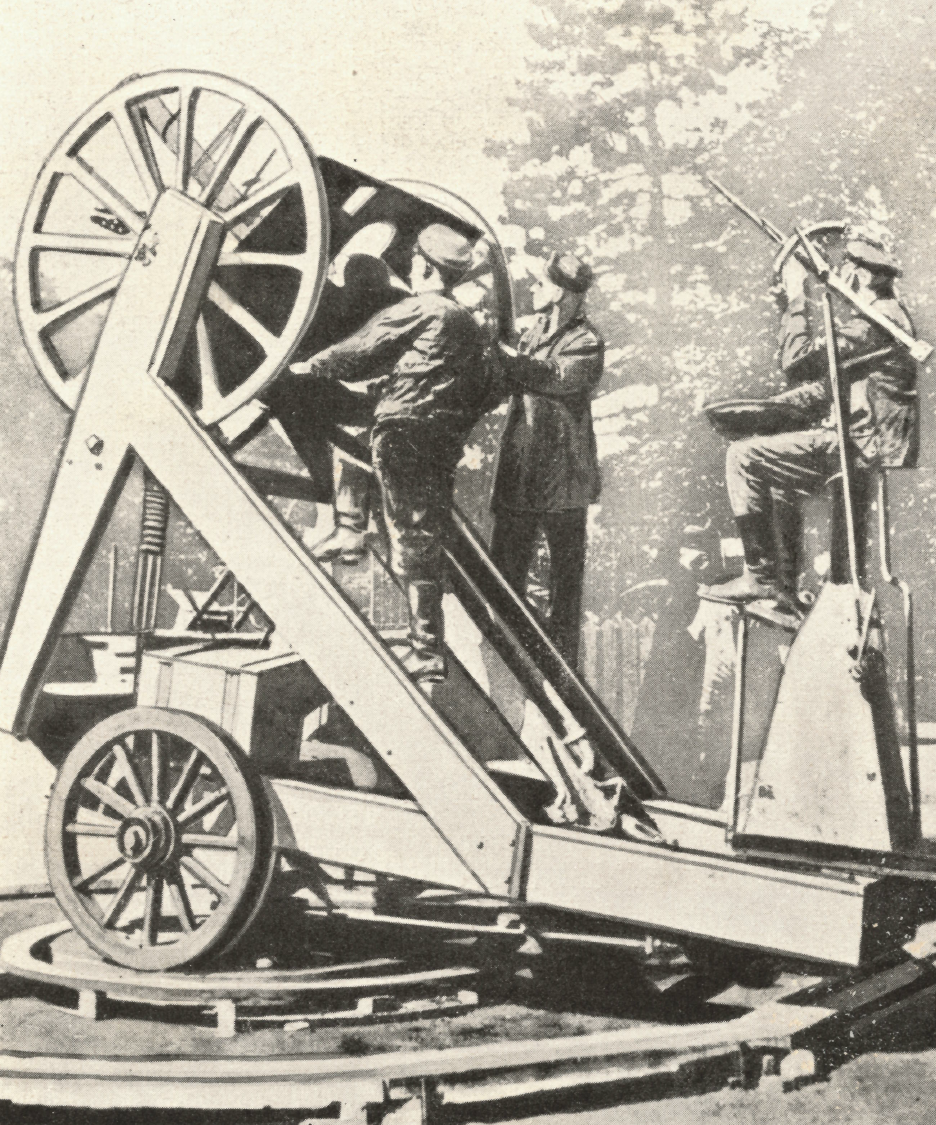
F.K. 96 n. A. in Schnetzler-Sockel

#### Koebe-Protze
Eine weiter Lafette für die Bekämpfung von Luftfahrzeugen mit der 7,7-cm-F.k. 96 n. A. war die Koebe-Protze. Hierbei wurde als Grundgestell die Protze der Feldkanone genommen und hinter dem Protzkasten zwei aufrecht stehende Stützarme montiert. An den hinteren Protzarmen wurde ein Richtwagen angebracht. In den Stützarmen wurde die Lafettenachse der Feldkanone gelagert. Der richtwagen verfügte über die Höhenrichtmaschine und wurde zusammen mit dem Lafettenschwanz der Feldkanone auf und ab bewegt. Die Sockelachse war mit einem Sporn mit der Protze verbunden. Die Räder der Protze bewegten sich auf einer kreisförmigen Radunterlage. Der Richtwagen war am Ende mit der Sockelachse verbunden und verfügte über zwei Laufrollen am Ende. Ein Laufrad war auf einem Kugellager befestigt und diente zum seitlichen richten. Die zweite Laufrolle war für die Bewegungen noch vorn und zurück zuständig und somit für das Höhenrichten verantwortlich. Feine Höhenrichtungen wurden mithilfe der Höhenrichtmaschine der Feldkanone unternommen. Das Höhenrichten fand mittels Pendelquadranten statt, das seitliche Richten durch eine Richtfläche. Der Aufbau der Koebe-Protze mit der Montage der Feldkanone darin, dauerte um die zehn Minuten.
Die Koebe-Protze bestand aus Eisen und hatte eine größere Haltbarkeit als der Schnetzler-Sockel. Der Nachteil dieser Konstruktion lag zum einen beim hohen Gewicht und zum anderen in der geringen Stabilität des gesamten Aufbaus. Dadurch kam es recht häufig zu einer größeren Ungenauigkeit beim Feuern. Eine Massenfertigung dieses Protze ist deshalb nicht durchgeführt worden.

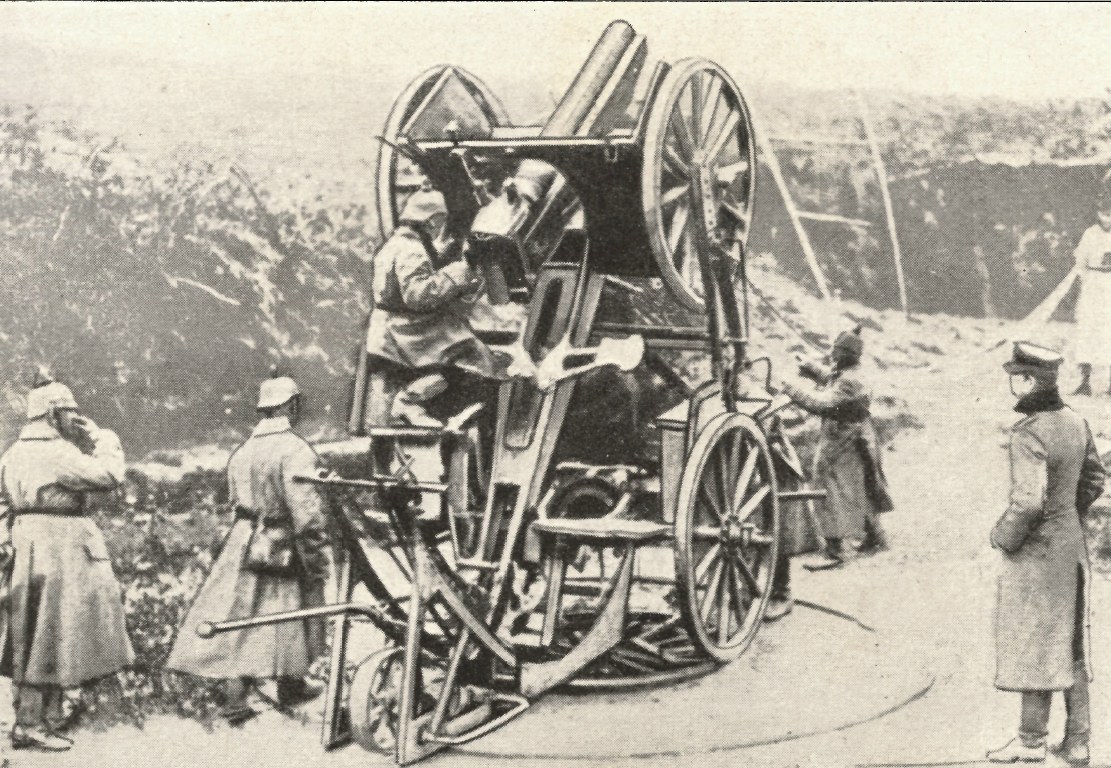
F.K. 96 n. A. in Koebe-Protze

## Einsatz
Die robuste Waffe war das Standardgeschütz der deutschen Feldartillerie im Ersten Weltkrieg.
Das Geschütz war leichter und damit beweglicher als das britische Ordnance QF 18-Pfünder-Geschütz, die französische 7,5-cm-Feldkanone M1897 oder das russische Putilow-7,62-cm-Feldgeschütz M1902, hatte jedoch eine geringere Reichweite und war gegenüber der französischen Feldkanone von 20 Schuss pro Minute mit einer Kadenz von 10 Schuss im Feuerkampf unterlegen, ein Nachteil im Stellungskrieg an der Westfront. Dagegen bewährte sich das Geschütz besonders im beweglich geführten Gefecht, vor allem an der Ostfront.
1915 erschien eine verbesserte Version als 7,7-cm-Feldkanone 96/15, mit einer maximalen Schussweite von 8400 Metern. 1916 wurde das Geschütz zur 7,7-cm-Feldkanone 16 weiter entwickelt. Mit kleineren Rädern versehen bewährte sich die FK 96 auch als Infanterie- und Tankabwehrgeschütz.
Nach dem Krieg wurde sie von den Streitkräften Litauens, Polens, Estlands und Lettlands bis in die 1930er Jahre verwendet.
Ein Geschütz ist unter anderem in der Wehrtechnischen Studiensammlung in Koblenz ausgestellt.
Gliederung beim Einsatz in typischen Verbänden
Eine Feldartillerie Abteilung (egal, ob mit der FK 96 n.A. oder mit der 10,5-cm-leichte Feldhaubitze 98/09 ausgerüstet) gliederte sich 1914 in
- Stab: Abteilungskommandeur (üblicherweise Major), 2 Leutnants (Adjutant und Verpflegungsoffizier), Abteilungsarzt, 2 Veterinäroffiziere, Zahlmeister, 3 Unteroffiziere, 1 Trompeter, 1 Waffenmeister, 22 Mannschaften, 19 Reit- und 10 Zugpferde, 1 sechsspänniger Beobachtungswagen, 2 zweispännige Fahrzeuge (Lebensmittel- und Packwagen).
- drei Batterien zu je 5 Offizieren, 15 Unteroffizieren, (dabei ein Fahnenschmied), 3 Trompetern und einem Sanitätsdienstgrad (Unteroffz. oder Mannschaften) und 129 Mannschaften, 6 Geschützen (sechsspännig), 9 sechsspännigen Fahrzeugen (6 Munitions-, 2 Vorrats- und 1 Beobachtungswagen), 2 vierspännigen Fahrzeugen (Lebensmittel- und Futterwagen), 35 Reit- und 104 Zugpferden.
- leichte Munitionskolonne (kurz: lMK) zu 4 Offizieren, 14 Unteroffizieren, (dabei ein Fahnenschmied), 2 Trompetern und einem Sanitätsdienstgrad (Unteroffz. oder Mannschaften) und 171 Mannschaften, 25 sechsspännigen Fahrzeugen (24 Munitions-, 1 Vorratsswagen), 1 vierspännigen Futterwagen, 1 zweispännigem Lebensmittelwagen, 32 Reit- und 164 Zugpferden.

## Munition
Der volle Schuss bestand aus dem Geschoss mit Zünder sowie der Treibladung mit rauchlosem Pulver, die mittels Metallkartuschen geladen wurde. Standardmunition war die Feldgranate 96, ein 6,8 kg schweres mit TNT gefülltes Sprenggeschoss, oder das Feldkanonengeschoss 11 als Schrapnell. Brandschrapnellgranaten, Tankabwehrgranaten, Rauchgeschosse, Leuchtgeschosse und Gasgranaten wurden ebenfalls verschossen. Dabei wurden Aufschlag- oder einstellbare Zeitzünder verwendet.

## Bilder

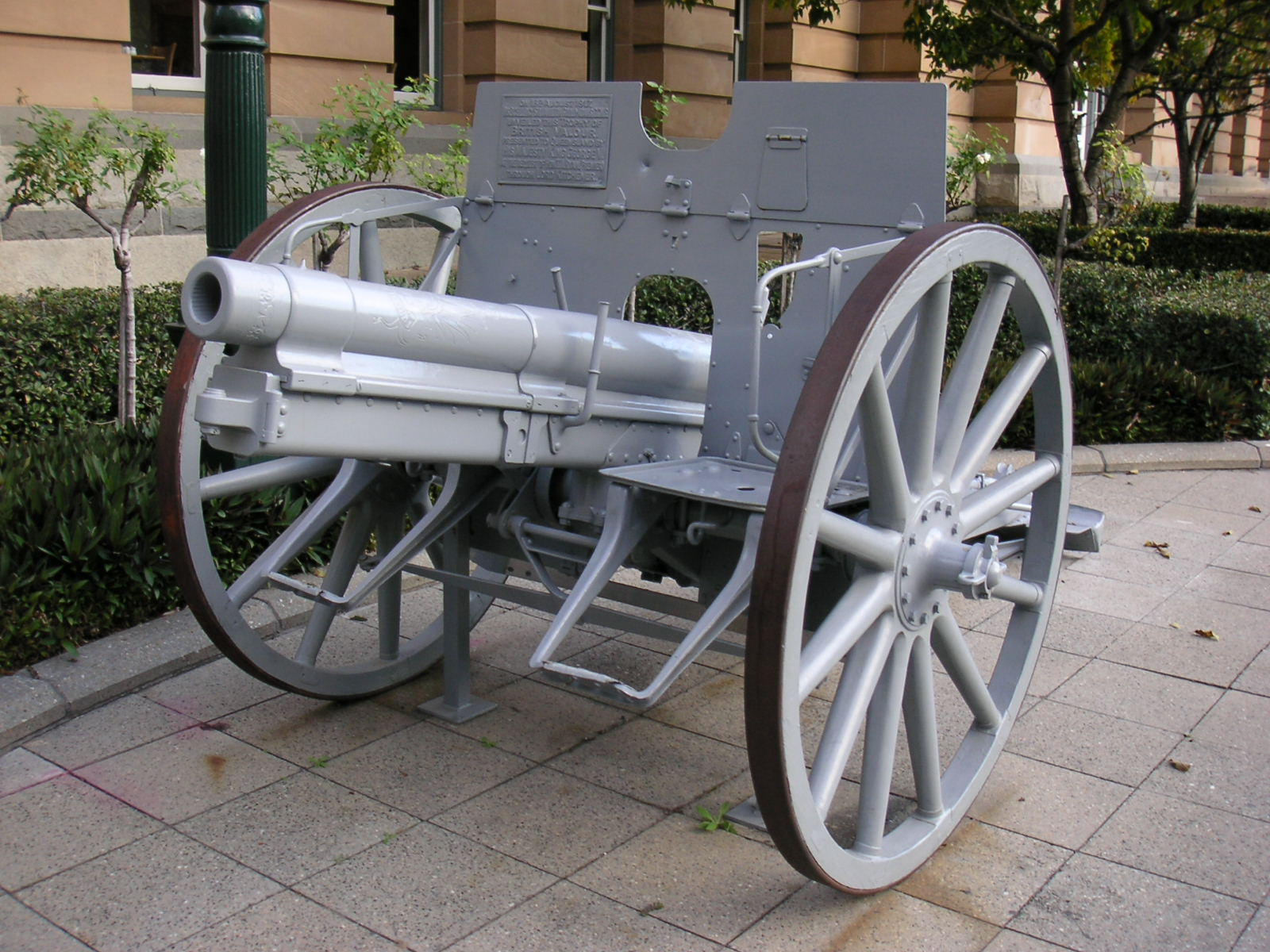
7,7-cm-Feldkanone 96 n.A. Brisbane
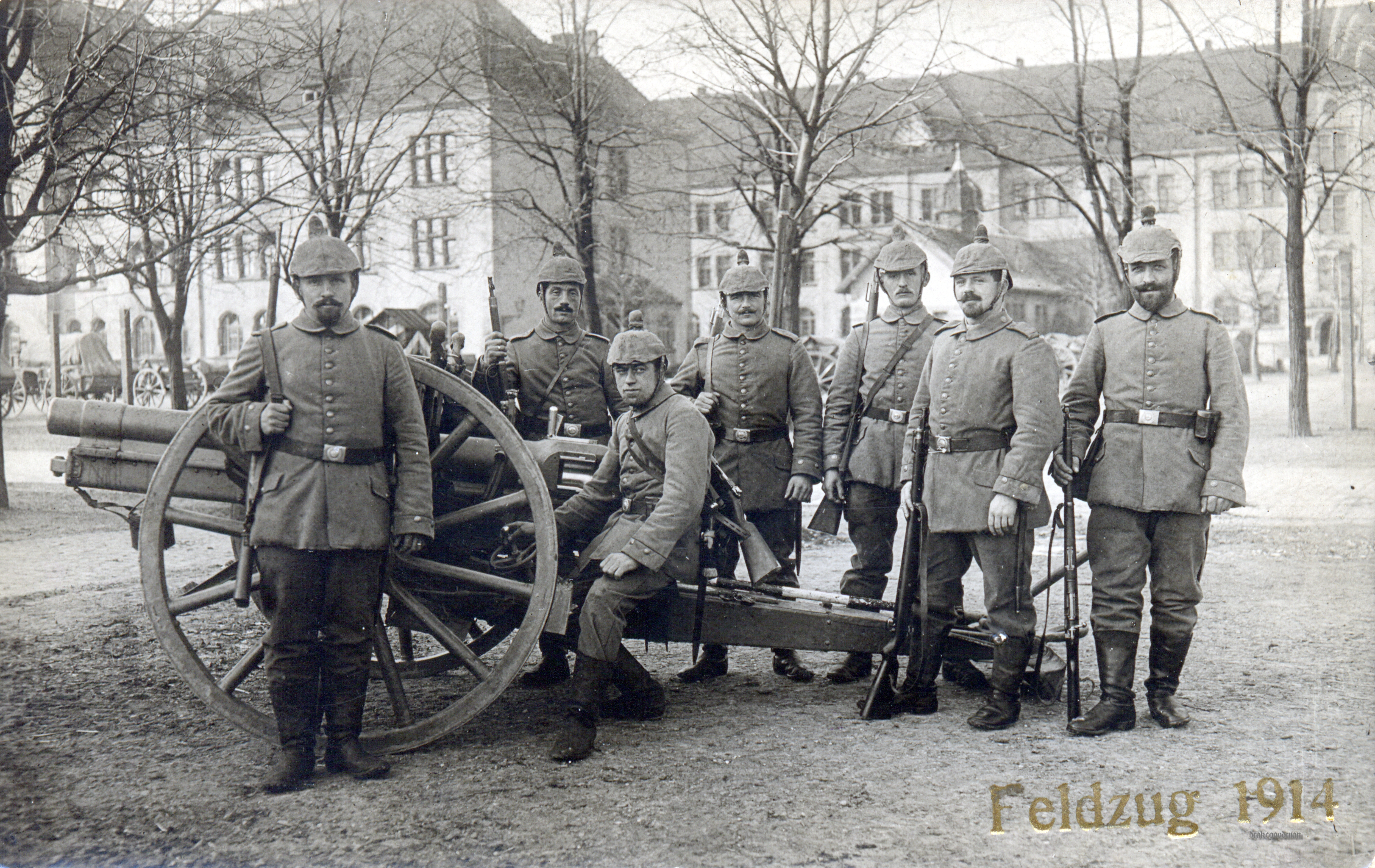
Geschütz mit angetretener Bedienungsmannschaft
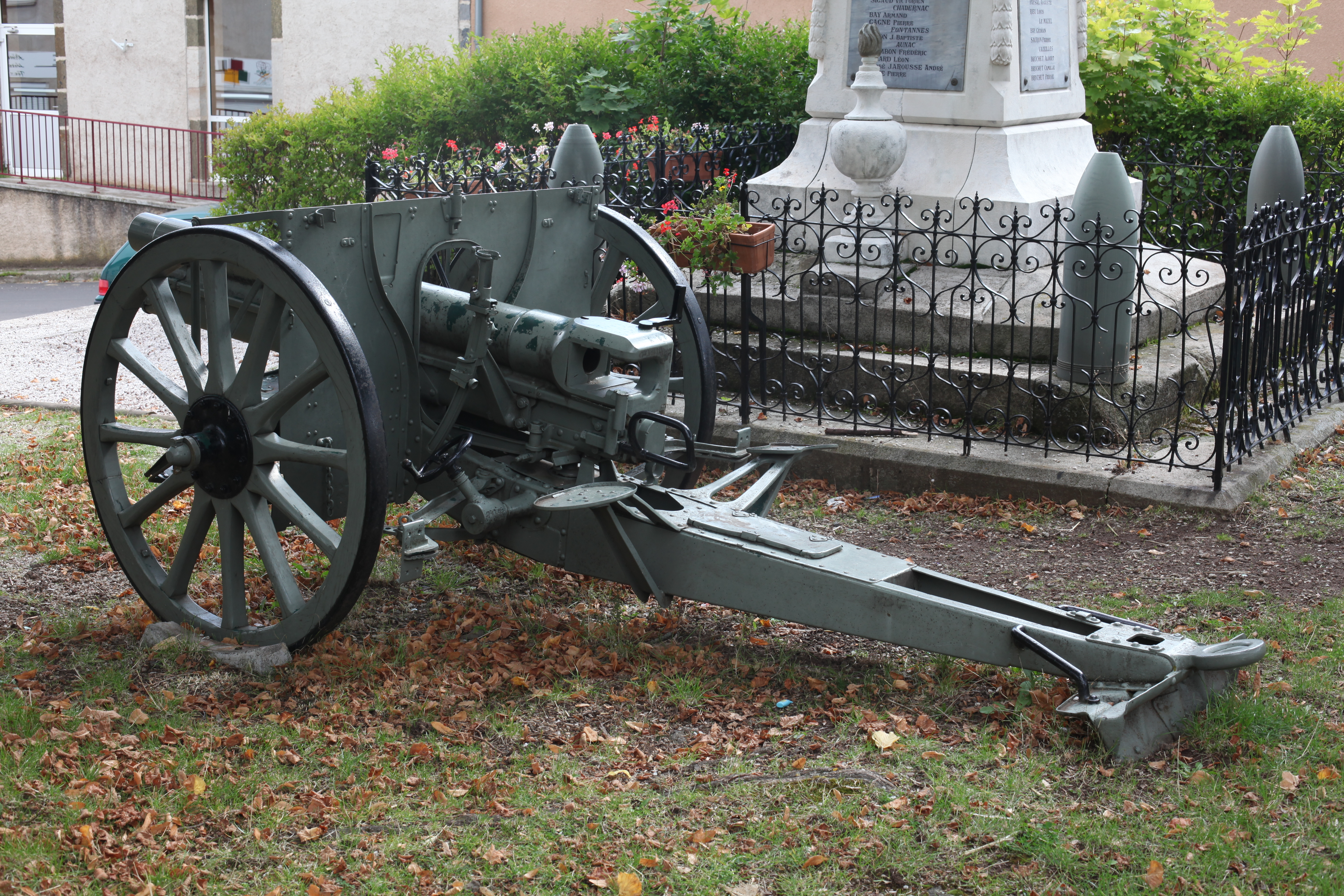
Ansicht von schräg links hinten
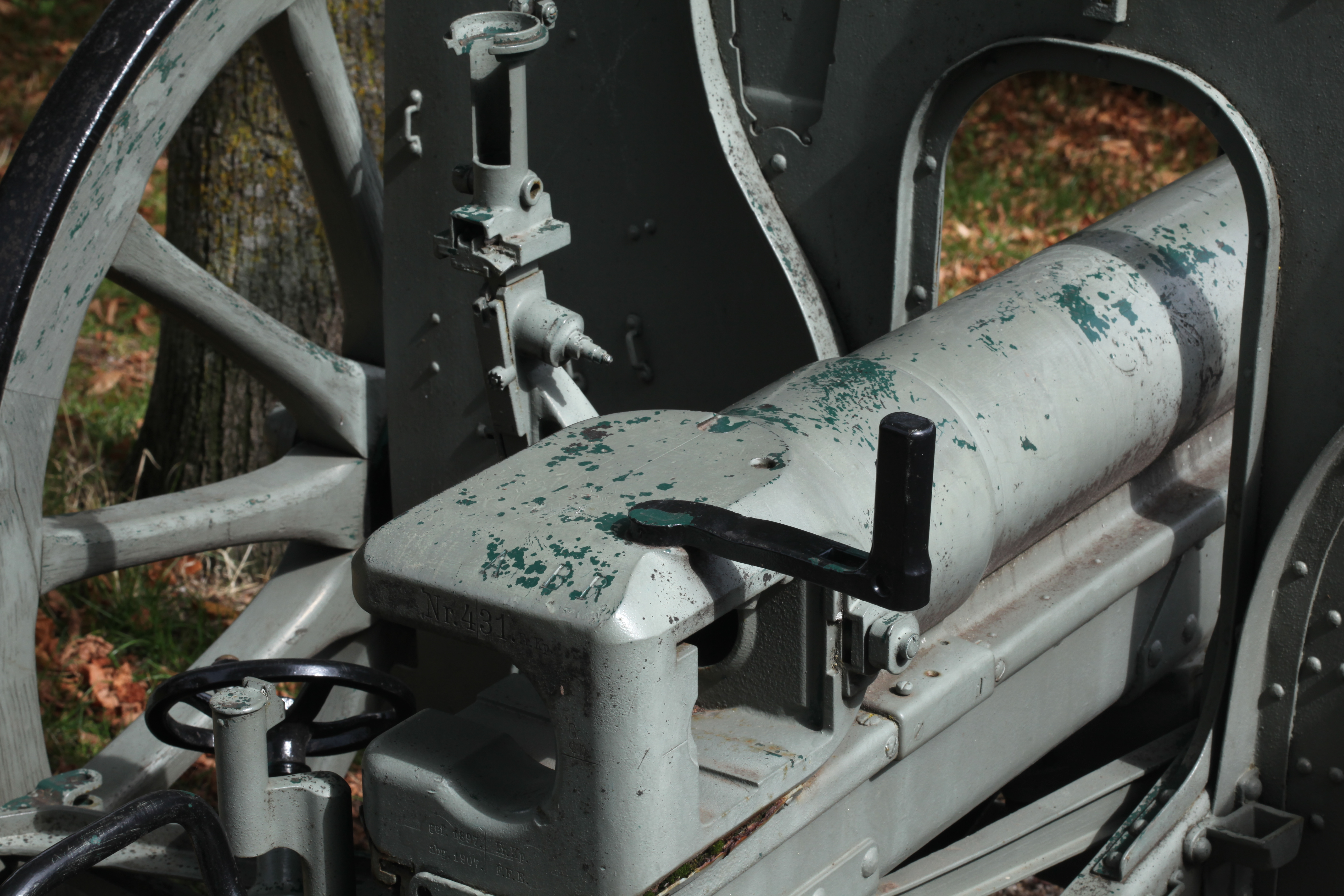
Blick auf Halterung für die Zieleinrichtung
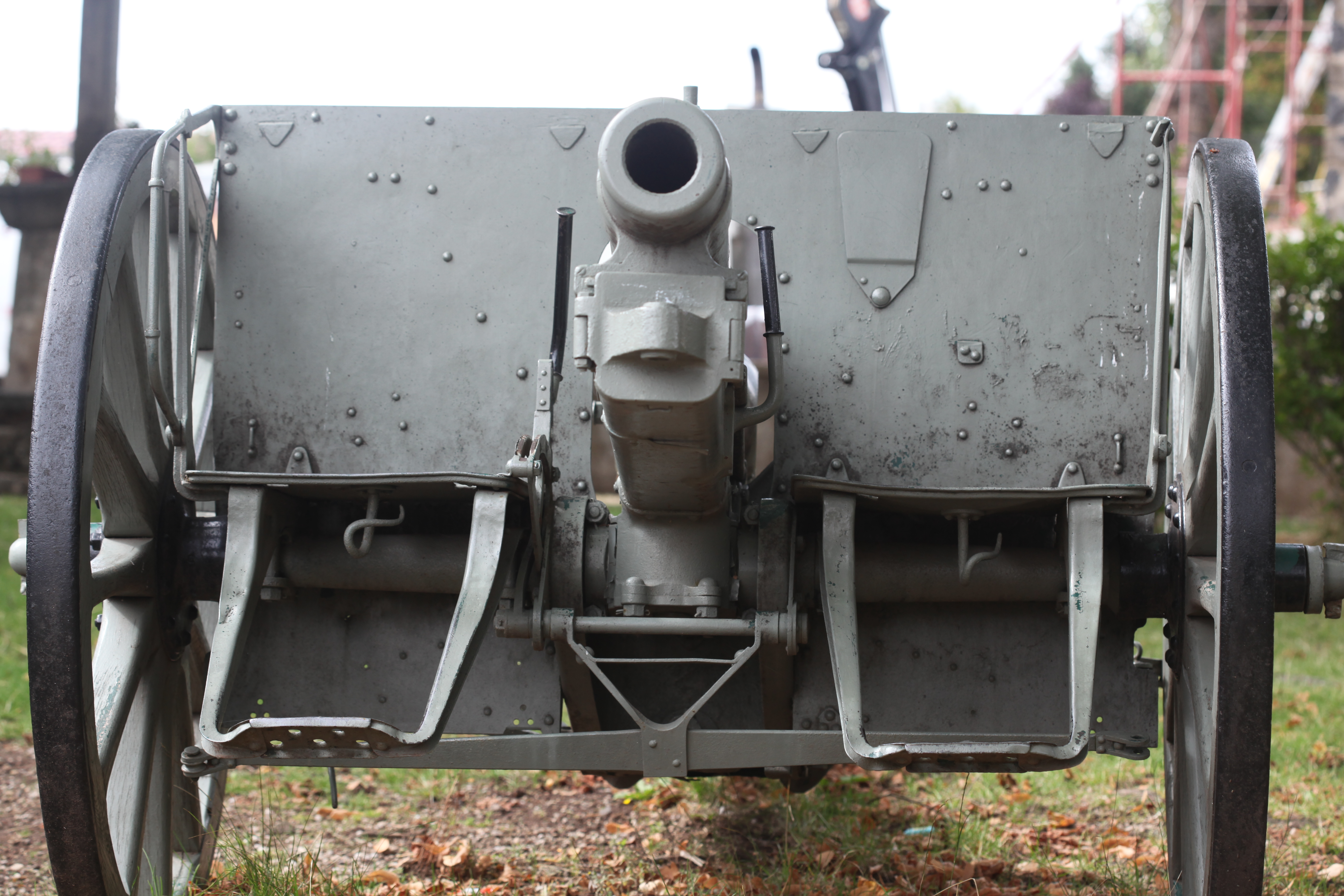
Ansicht von vorn mit Schutzschild
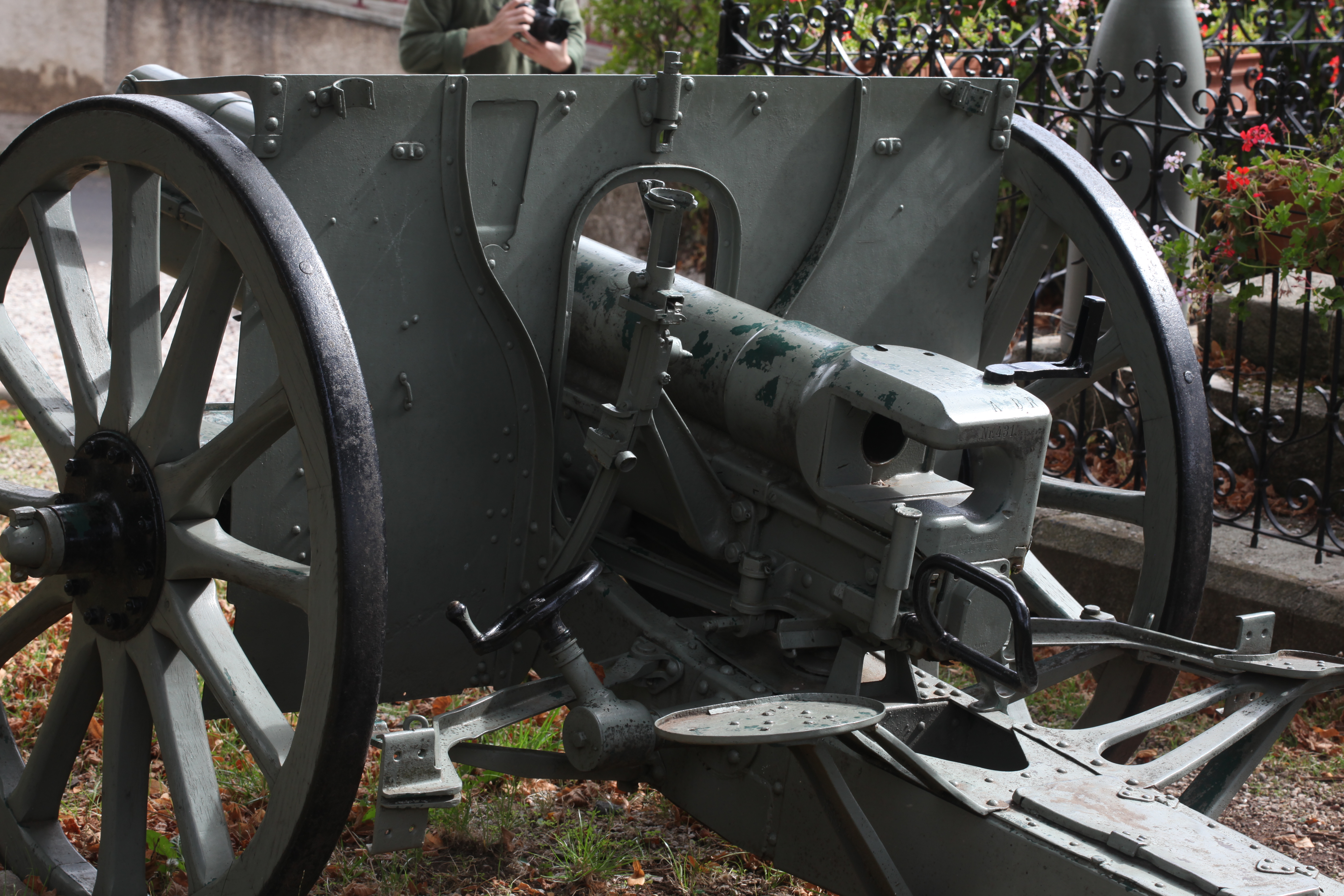
Blick auf Ladeeinrichtung und Verschluss
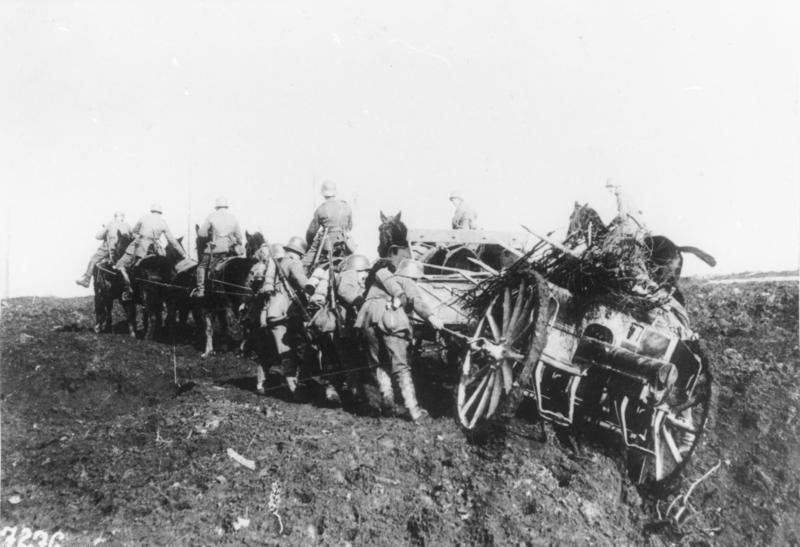
Bespanntes Geschütz im Gefechtseinsatz
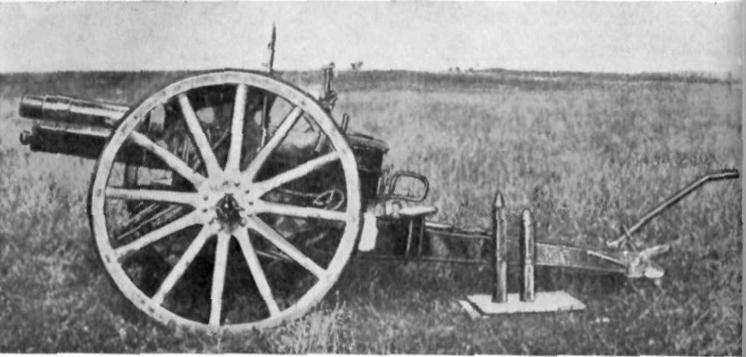
Geschütz in Feuerstellung mit Munition